# Ягодна Поляна (Уфимський район)
Я́годна Поля́на (рос. Ягодная Поляна, башк. Ягодная Поляна) — присілок (у минулому селище) у складі Уфимського району Башкортостану, Росія. Входить до складу Дмитрієвської сільської ради.
Населення — 417 осіб (2010; 392 у 2002).
Національний склад:
- татари — 44 %
- росіяни — 34 %